# Quiero abrazarte tanto
Desde Cuando es el nombre original del álbum de estudio  no.20 de Marco Antonio Muñiz, publicado bajo el sello RCA Victor en 1972, posteriormente en las siguientes ediciones se le comenzó a llamar Quiero abrazarte tanto debido al éxito de la canción del mismo nombre.
De este disco se popularizaron Desde cuando, Si Yo fuera Rico( version en Español de "If Were A Rich Man"), Quiero abrazarte tanto, entre otros.

## Lista de Canciones[3][4]
| N.º | Título                                                           | Letras                          | Duración |  |
| 1.  | «Desde Cuando»                                                   | Ernesto Cortazar                |          |  |
| 2.  | «Que Coraje Da»                                                  | Hector Meneses                  |          |  |
| 3.  | «Separados»                                                      | Arturo Castro                   |          |  |
| 4.  | «Si Yo Fuera Rico» (version en Españo de "If I Were a RIch Man") | Jerry Bock- Sheldon Harnick     |          |  |
| 5.  | «Que Puedo Esperar»                                              | Luis Demetrio                   |          |  |
| 6.  | «Quiero abrazarte tanto»                                         | Víctor Manuel-San Jose -Sánchez |          |  |
| 7.  | «Maria Madrugada»                                                | Guadalupe Trigo                 |          |  |
| 8.  | «Amada, Amante»                                                  | Roberto Carlos, Erasmo Carlos   |          |  |
| 9.  | «Ande»                                                           | Ernesto Cortázar                |          |  |
| 10. | «Recuerdos»                                                      | Lalo Schifrin, M. Molina Montes |          |  |
| 11. | «Ama»                                                            | Luis demetrio                   |          |  |

## Créditos
Arreglos y dirección : Chucho Ferrer, Eduardo Magallanes, Pocho Perez, Arturo Castro, Mario Patron
Voz: Marco Antonio Muñiz